# Torre Emperador Castellana

De roterende verdiepingen van de Torre Emperador Castellana

De Torre Emperador Castellana, kort Torre Emperador, tot 2021 gekend als de Torre Espacio (Luchttoren) is een wolkenkrabber, gelegen in de Spaanse hoofdstad Madrid. Het bouwwerk is een ontwerp van de Amerikaanse architect Henry N. Cobb. Het gebouw is 236 meter hoog en telt 57 verdiepingen.
In november 2006 bereikte het gebouw de hoogte van het Gran Hotel Bali in Benidorm, waarmee het vanaf toen het hoogste gebouw van Spanje werd. Burgemeester van Madrid Alberto Ruiz Gallardón was aanwezig bij de viering daarvan, waarbij vuurwerk werd afgestoken. Echter, sinds april 2007 is de nabijgelegen wolkenkrabber Torre de Cristal het hoogste gebouw van Spanje.
In 2006 werd de wolkenkrabber behandeld in het programma Extreme Engineering van Discovery Channel, vanwege de opvallende verschijning van het gebouw. De vloerplaten van de verschillende verdiepingen roteren ten opzichte van mekaar.
In het kantoorgebouw bevinden zich kantoorruimtes voor Spaanse bedrijven als Inmobiliaria Espacio S.L., OHL, Fertiberia en Ferroatlántica. De Australische en Nederlandse ambassade werden in het gebouw gevestigd, waarna in 2009 de Britse ambassade in Madrid volgde. In 2010 verhuisde ook de Ambassade van Canada naar Torre Espacio.
Sinds 2015 is het eigendom van het Filipijns-Spaanse bedrijf Grupo Emperador S.A.U, eigendom van de Chinees-Filipijnse ondernemer Andrew Tan. In 2021, zes jaar na de overname werd de naam van de wolkenkrabber veranderd in Torre Emperador Castellana, kort Torre Emperador, vernoemd naar het populaire Filipijnse brandymerk Emperador.
Het bouwwerk is onderdeel van de zakenwijk Área de negocios de Cuatro Torres, opgebouwd met eerst vier, later vijf kantoortorens. De vier eerste torens zijn de vier hoogste bouwwerken van Spanje, de in 2020 toegevoegde toren moet nog twee andere bouwwerken voorlaten, en was in 2021 het op zes na hoogste gebouw van Spanje. De hoogte van de torens zijn 250 meter voor de Torre Cepsa, het hoogste gebouw van Spanje, 249 meter voor de Torre de Cristal, 236 meter voor de Torre PwC, dan 224 meter voor de Torre Emperador Castellana en 181 meter voor de Caleido, afgewerkt in 2020 en ook gekend als de Quinta Torre. De zakenwijk ligt aan de belangrijke verkeersas Paseo de la Castellana in het noordelijk Madrileens district Fuencarral-El Pardo, op de grens met het district Chamartín.